# Šimon Meršić
Šimon Meršić (mađarski Mersich Simon) (Donja Pulja, 8. listopada, 1800. – Pandrof, 3. studenoga, 1878.) hrvatski (gradišćanski) pisac i svećenik.
Njegovo jedino djelo je hagiografska knjiga: Zsitak szveczev po Mathiu Vogl nigda masniku z sz. reda tovarustva Jesusevoga. Na sze szvetacsne, i delatne dneve czeloga leta. Na hervaczku rics posztavan na duhovnu haszan, i bartenye pravoverni kerschenikov krez jednoga farnika jurszke biskupie. Z milosztivnim dopuschenyem jurszkoga biskupa. Pervi del. Pozsoni 1864. Z szlovami Aloiziusa Schreiber.